# Yakov Kreizberg
Yakov Kreizberg, nato Jakov Maevič Byčkov (in russo Яков Маевич Крейцберг?, Jakov Maevič Krejcberg; Leningrado, 24 ottobre 1959 – Montecarlo, 15 marzo 2011), è stato un direttore d'orchestra russo.

## Primi anni

### In Unione Sovietica
Yakov Kreizberg è nato a Leningrado, attuale San Pietroburgo, in una famiglia di origine ebraica. Il padre, Maj Byčkov, era un medico e scienziato militare. Il bisnonno materno, per coincidenza di nome Yakov Kreizberg, era un direttore d'orchestra al Teatro dell'Opera di Odessa. Suo fratello è Semyon Bychkov (nato nel 1952).
Yakov Kreizberg ha iniziato lo studio del pianoforte all'età di 5 anni. Ha frequentato il Coro della Scuola Glinka, dove ha iniziato a comporre all'età di 13 anni. In seguito ha studiato direzione d'orchestra con Il'ja Musin,, come suo fratello. Negli anni successivi, Kreizberg ha così riassunto la sua formazione nella direzione d'orchestra:
Il fratello Semën Byčkov era fuoriuscito dall'Unione Sovietica nel 1975. Anche Yakov Kreizberg aveva sperato di emigrare, ma lo status professionale del padre ed i rischi percepiti per la sua famiglia in caso di defezione erano vere e proprie barriere per l'abbandono dell'Unione Sovietica. La sua emigrazione divenne possibile solo quando il padre divorziò da sua madre, consentendo alla ex moglie di lasciare il paese con il figlio. Già in quegli anni aveva composto numerose opere, tutte inedite, che esistevano solo come manoscritti. Le autorità sovietiche non gli permisero di portare nessun manoscritto fuori dal paese, così dovette lasciarsi le sue composizioni alle spalle. L'esperienza fu tale che lasciò perdere la composizione e decise di diventare un direttore, anche se affermò in seguito che "mi ero reso conto che non avevo abbastanza talento per questo".

### Negli Stati Uniti
Dopo l'emigrazione sua e della madre negli Stati Uniti, nel 1976, Yakov Kreizberg frequentò il Mannes College della The New School for Music di New York, come aveva fatto il fratello, che adesso figurava nei suoi insegnanti di direzione d'orchestra  e si laureò nel 1981. Una delle sue prime apparizioni pubbliche come direttore fu il 30 marzo 1980 alla Marble Collegiate Church, per dirigere la Sinfonia n. 88 di Haydn. Per il suo concerto di laurea diresse l'Orchestra Mannes il 6 marzo 1981. in questo periodo cambiò il suo cognome con il nome da nubile di sua madre, Kreizberg, per distinguersi dal fratello maggiore.
Su consiglio di Seiji Ozawa, Kreizberg si spostò ad Ann Arbor, all'Università del Michigan (UM-Ann Arbor) per seguire gli studi universitari di direzione d'orchestra. Fra i suoi insegnanti c'era Gustav Meier. Prese la cittadinanza americana nel 1982. Divenne il primo studente della UM-Ann Arbor a conseguire un dottorato sia in direzione orchestrale sia operistica e vinse il Premio Eugene Ormandy della scuola. Alla UM-Ann Arbor conobbe Amy Andersson, sua compagna di studi. La coppia si sposò a New York City il 24 aprile 1988.
Kreizberg trascorse alcune estati a Tanglewood, campus estivo della Boston Symphony Orchestra continuando i suoi studi di direzione d'orchestra con Erich Leinsdorf, Seiji Ozawa e Leonard Bernstein. Ricevette una borsa di studio presso il Los Angeles Philharmonic Institute, dove continuò il lavoro con Bernstein e dove fu invitato di nuovo per essere assistente di Michael Tilson Thomas. Più tardi nella sua carriera, nel 2006, Kreizberg riconobbe in Bernstein il direttore d'orchestra che egli ammirava di più:
Dal 1985 al 1988, Kreizberg è stato direttore d'orchestra al Mannes College, ed ha anche insegnato a dirigere ad un numero selezionato di studenti. Durante questo periodo ha anche diretto dei concerti della City Symphony di New York. Nel 1986 ha vinto il primo premio della Stokowski Conducting Competition dell'American Symphony Orchestra, che lo ha portato a dirigere il concerto del 2 marzo 1986 alla Carnegie Hall, che è stato poi ripetuto il (9 marzo) alla Newark Symphony Hall.
Kreizberg ha anche lavorato come accompagnatore di studenti di canto ed accompagnato produzioni come quella del 1981, del Teatro dell'Opera Music Institute di Mozart e Salieri di Rimsky-Korsakov. Ha accompagnato e fatto un tour con Roberta Peters alla fine del 1980.

## Carriera professionale

### Opera
Kreizberg fu Direttore Musicale Generale (GMD) dei Teatri Comunali Uniti di Krefeld e Mönchengladbach dal 1988 al 1994, dove il suo lavoro comprese una grande rivisitazione dell'opera-oratorio Troades di Aribert Reimann, che il compositore stesso accolse con entusiasmo. Al momento della sua nomina al posto nel 1986, aveva 27 anni, il più giovane GMD mai nominato in Germania fino a quel momento.
Kreizberg più tardi fu GMD della Komische Oper Berlin dal 1994 al 2001. Durante la sua permanenza diresse 10 nuove produzioni operistiche e 38 concerti sinfonici nonché 2 balletti. In particolare, nel 1994, ha diretto Der gewaltige Hanrei di Berthold Goldschmidt nella sua prima messa in scena dal 1932. Altri lavori di opere contemporanee, sempre a Berlino, compresero una produzione di König Hirsch di Hans Werner Henze. Per il suo lavoro alla Komische Oper ricevette nel 1997 il Kritikerpreis für Musik dalla Verband der Deutschen Kritiker e.V., l'associazione tedesca dei critici musicali. Quando lasciò la Komische Oper di Berlino Kreizberg lamentò difficoltà con i finanziamenti, tagli ai posti di lavoro e l'impossibilità di ricoprire i posti vacanti.
Kreizberg diresse la prima volta al Glyndebourne Festival Opera nel 1992, nella produzione di Nikolaus Lehnhoff di Jenůfa di Leoš Janáček. Tornò nel 1995 per la produzione di Deborah Warner del Don Giovanni di Wolfgang Amadeus Mozart (1995, documentato su DVD) e la produzione di Lehnhoff di Kát'a Kabanová di Janáček (1998). Ha parlato della direzione operistica in generale come segue:

### Incarichi Orchestrali
I compiti di Kreizberg come GMD a Krefeld-Mönchengladbach comprendevano la direzione dei Niederrheinsche Sinfoniker. Durante il suo mandato Kreizberg istituì concerti annuali speciali dedicati a un singolo compositore, che l'orchestra continuò dopo il suo incarico. Nel 1993 Kreizberg iniziò la sua affiliazione alla Jeunesses Musicales World Orchestra, come direttore musicale e Direttore Principale.
Nel Regno Unito Kreizberg fece il suo debutto ai Proms dirigendo la BBC Symphony Orchestra il 3 agosto 1993, ed è tornato ogni anno dal 1994 al 2000. È stato direttore principale della Bournemouth Symphony Orchestra dal 1995 al 2000. Durante il suo mandato in Bournemouth, ha guidato l'orchestra nel suo debutto alla Carnegie Hall il 17 aprile 1997. Con la Bournemouth SO ha diretto la prima britannica della Passacaglia, op. 4, di Berthold Goldschmidt, il 25 luglio 1996, alla presenza del compositore, pochi mesi prima che Goldschmidt morisse. Ha anche diretto la prima esecuzione della Sinfonia n. 2 di Pēteris Vasks, in data 30 luglio 1999 ai Proms.
Dal 2003 al 2011 Kreizberg è stato Direttore Principale e consulente artistico della Orchestra Filarmonica dei Paesi Bassi e della Netherlands Chamber Orchestra. Con le sue formazioni dei Paesi Bassi ha registrato regolarmente per Pentatone, comprese diverse registrazioni in concerto con Julia Fischer. Kreizberg e la Fischer hanno lavorato insieme regolarmente e lei ricordava il suo primo incontro con Kreizberg a Filadelfia, in cui entrambi gli artisti si esibivano nel concerto per violino di Aram Khachaturian per la prima volta, dopo l'arrivo di lei da un viaggio fisicamente faticoso:
Era programmato che Kreizberg si dimettesse ufficialmente dalla Netherlands Philharmonic e Netherlands Chamber Orchestra al termine della stagione 2010-2011. Il suo concerto finale fu il 14 febbraio 2011 con la Netherlands Philharmonic Orchestra al Concertgebouw, Amsterdam, un mese prima della sua morte.
In Europa, Kreizberg è stato Direttore Ospite Principale dell'Orchestra Sinfonica di Vienna dal 2003 al 2009. Nel 2007 ricevette l'Österreichisches Ehrenkreuz für Wissenschaft und Kunst (Croce d'Onore Austriaca per la Scienza e l'Arte), in riconoscimento del suo lavoro musicale in Austria. Durante la stagione 2008-2009, Kreizberg era Artista in Residenza presso la Alte Oper di Francoforte, primo direttore a ricevere tale onorificenza. Kreizberg è stato Direttore Musicale e Direttore Artistico della Orchestre Philharmonique de Monte-Carlo dal 2009 fino alla sua morte nel 2011. Il suo contratto originale aveva designato una nomina al posto di Monte Carlo per 5 anni, ma la sua ultima malattia aveva cominciato a manifestarsi entro l'estate del 2010.

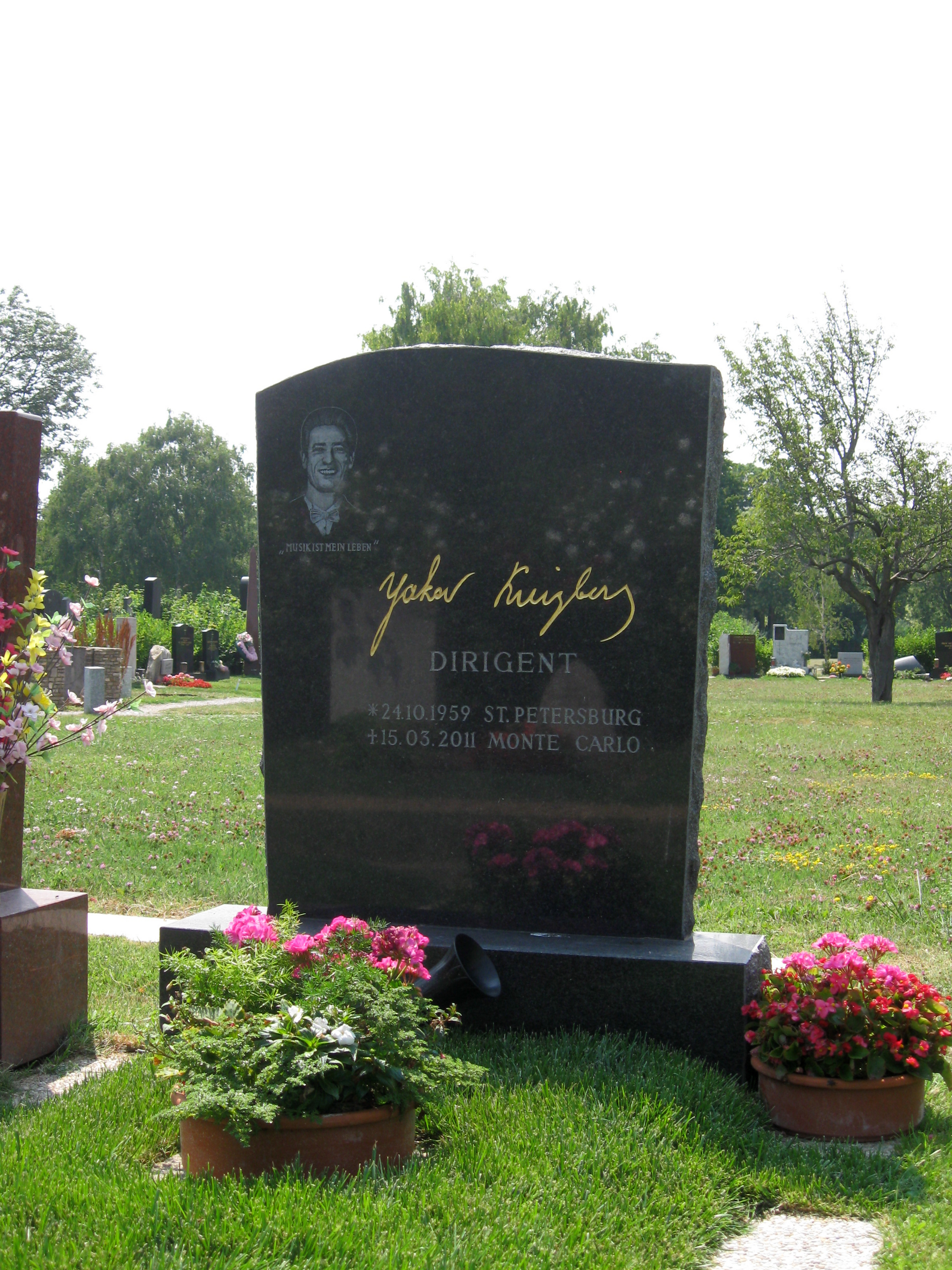
Tomba di Yakov Kreizberg nellaSezione 40 (riservata agli austriaci onorari) nel Cimitero Centrale di Vienna

Negli Stati Uniti Kreizberg fece il suo debutto con la Chicago Symphony Orchestra nel 1992. Con la Los Angeles Philharmonic Orchestra nel 1993 all'Hollywood Bowl, mentre con la New York Philharmonic esordì il 19 maggio 1999. Con l'Orchestra di Filadelfia ha diretto oltre 30 concerti tra il 1999 e il 2007, includendo la sostituzione dell'allora uscente direttore musicale dell'orchestra Wolfgang Sawallisch nel tour nel 2003 nel Nord e Sud America, dato che Sawallisch era troppo malato per viaggiare.
Anche nella musica contemporanea Kreizberg diresse opere di Judith Bingham, Jonathan Harvey, Hans Werner Henze, e Siegfried Matthus.  Come pure condusse lavori meno noti di Ernst Křenek, Franz Schmidt, Kurt Weill, Karol Szymanowski, e Igor Markevitch.
Oltre al suo lavoro di registrazione con i suoi due gruppi olandesi, Kreizberg registrò commercialmente con l'Orchestra Sinfonica di Vienna e l'Orchestra nazionale russa. La sua incisione con l'Orchestra Sinfonica di Vienna della Sinfonia n.7 di Bruckner ricevette due nomination ai Grammy Awards. La sua ultima registrazione è stata una pubblicazione della Decca con Julia Fischer e la Filarmonica di Monte Carlo di poemi sinfonici per violino e orchestra.
Kreizberg morì il 15 marzo 2011 a Montecarlo, all'età di 51 anni. I suoi resti sono stati poi trasferiti dal Principato di Monaco al Zentralfriedhof di Vienna, con la scritta Musik war mein Leben (La musica era la mia vita) sulla sua lapide. Lui e la Andersson avevano due figli.

## Ricezione della Critica

### Potere drammatico
Molte recensioni di spettacoli e registrazioni di Kreizberg spesso attribuiscono le sue qualità uniche alla sua capacità di permeare la musica con una forza drammatica. Già in una delle sue prime registrazioni, Chronica di Goldschmidt, fu osservato Chronica di Kreizberg ha un'energia che manca altrove nel programma..." In una rappresentazione dell'opera König Hirsch di Hans Werner Henze alla Komische Oper, un critico ha osservato: "L'aspetto più emozionante della serata è stata il suono brillante dell'orchestra sotto la direzione musicale di Yakov Kreizberg ". Una revisione Gramophone del video del Don Giovanni si riferiva a lui come "il focoso Yakov Kreizberg". E per il Macbeth di Verdi, eseguito nel 2006 alla Royal Opera House: "... c'era un sacco di dramma in musica, grazie agli sforzi del direttore Yakov Kreizberg e un cast vocale potente sul palco," e: "Grazie a Yakov Kreizberg all'Orchestra e al Coro, ovviamente, abbiamo gustato la partitura che scintillava e non ha mai perso il dramma sanguigno e tonante". Nel rivedere la sua registrazione della 8ª sinfonia di Dvořák, un critico ha tentato una più profonda comprensione della capacità di Krejcberg di produrre uno spettacolo drammatico: "La sua lenta presentazione della melodia di apertura seguita da un allegro fuoco imposta un bel contrasto dinamico. Egli suona le cruciali drammatiche pause nel secondo movimento in modo efficace e costruisce il clima lentamente e grandiosamente senza farlo sembrare come il Götterdämmerung. il quarto movimento è eccellente. Kreizberg genera un sacco di emozioni senza diventare isterico (anche se i corni francesi avrebbero potuto beneficiare di un guinzaglio più stretto). ... l'approccio di Kreizberg ai poemi sinfonici è simile e The Wild Dove è speciale. Egli presenta ancora alcuni contrasti drammatici tremendi, ma le sezioni, più leggeri come una danza, non vanno così come in The Noon Witch. Si tratta probabilmente della migliore registrazione di The Wild Dove in termini di prestazioni e di suono... Queste sono bellissime esecuzioni con un suono eccellente..."
Anche in Mozart i recensori trovarono dramma abbondante: "Yakov Kreizberg lancia la Sinfonia concertante in stile enfatico: un ritmo senza fronzoli, sferzanti accenti sullo sforzando, un potente impulso in avanti. L'introito emozionante di Mozart nel "Mannheim crescendo" ha un'intensità quasi feroce, arricchita da un'ampia gamma dinamica della registrazione".
Kreizberg a quanto pare ha avuto una particolare affinità per la musica di Shostakovich. Per il suo debutto con la New York Philharmonic, diretto la 11ª Sinfonia di Shostakovich: "L'esecuzione è stata avvincente. Kreizberg, di origine russa che ora vive in Germania, ha una notevole tecnica della bacchetta, utilizzando per lo più movimenti molto piccoli e chiari; dirigendo a memoria, sembrava di diventare un tutt'uno con la musica e i musicisti, che hanno suonato magnificamente."
Nell'ultimo anno del suo incarico alla Bournemouth: "Dopo l'intervallo Kreizberg diresse, a memoria, la più grande esecuzione dal vivo della Quinta Sinfonia di Shostakovich che io abbia mai sentito. Assolutamente fedele alla lettera dello spartito, cosa che si dà talmente di rado, lui e l'Orchestra Bournemouth erano pienamente in armonia con lo spirito di questo capolavoro originale. Questa fu una grande direzione e di eccezionale finezza il suono orchestrale che quasi letteralmente mi tolse il fiato: un magnifico risultato." In una recensione del 2007 con la Philadelphia Orchestra: "Alcuni anni fa Yakov Kreizberg diresse la 11ª Sinfonia di Shostakovich con la Philadelphia Orchestra in una delle esibizioni dal vivo più drammatiche e incendiarie che io abbia mai sentito."
Tony Woodcock, passato direttore dell'orchestra alla Bournemouth, ha ricordato: "Si era fatto una grande reputazione per se stesso con questo lavoro a causa della sua evidente passione per esso e la sua capacità di plasmare un insieme di intensa presenza musicale e drammatica."

### Attenzione al dettaglio
Un altro aspetto che molti critici hanno messo in luce è l'attenzione di Kreizberg per i dettagli, spesso in modo che hanno trovato unico. In una delle sue prime recensioni sulla stampa tedesca, un critico descrisse il suo approccio alla Toades, opera di Reimann come riflettente "superiorità, concentrazione, analisi concettuale, il respiro unito di musica e scena, di gruppi strumentali e vocali e la precisione nei dettagli." Un critico commentando la registrazione di Julia Fischer dei concerti per violino russi: "È stata abilmente accompagnata lungo il percorso da Yakov Kreizberg, che ha guidato l'Orchestra Nazionale Russa con splendida energia e attenzione al dettaglio." Per quanto riguarda le opere di Kurt Weill Der protagonist e Royal Palace: "Yakov Kreizberg ricava prestazioni ad altissima definizione dalla superba Orchestra Sinfonica di Vienna, afferrando tutto il mordente, l'azione e il lirismo di questi capolavori trascurati." Per quanto riguarda una performance nel 2003 della Prima Sinfonia di Mahler con la Oregon Symphony: "Kreizberg è un interprete di grandi idee, comunicate con precisione dettagliata. Ha due delle mani più espressive nel suo campo ed ha irradiato il ritmo dal podio. Ha aggiunto una sorta di poesia della precisione, con risultati altamente espressivi".
Nella sezione su Kreizberg nel suo libro Maestri in America: i direttori nel XXI secolo, Roderick L. Sharpe riassume:

### Come collaboratore
Kreizberg ha ricevuto frequentemente recensioni a dir poco superlative come collaboratore, probabilmente a causa della sua vasta esperienza nell'accompagnamento dei cantanti fin dall'epoca del college e continuando poi nel corso della sua carriera professionale come direttore d'opera. Nella registrazione di Julia Fischer del Concerto per violino di Tchaikovsky: "È una bella esecuzione, rinforzata dall'accompagnamento sensibile di Kreizberg e il più bel suono della sezione fiati che penso di non aver mai udito in un'orchestra russa." In una revisione della registrazione dei concerti per violoncello di Shostakovich: "Yakov Kreizberg ha recentemente collezionato un notevole successo come partner in concerto di Julia Fischer e Daniel Müller-Schott nel 'Doppio' di Brahms. Un simile livello di preparazione per quanto riguarda l'accompagnamento orchestrale è evidente nella sua registrazione finemente bilanciata. Nel Primo concerto si sente il violoncello, colpire ripetutamente ai feroci doppi stop, allegramente lanciato contro l'orchestra, mentre i legni rispondono con precisione ritmica incisiva ... "
Daniel Müller-Schott: "La prima volta che ci siamo incontrati è stato nel 2005 negli Stati Uniti per eseguire il Concerto di Dvořák. Da quel momento ho sentito che avevamo un collegamento meraviglioso, che sarebbe continuato per anni. Dopo che abbiamo registrato il Doppio Concerto di Brahms con Julia Fischer, che è stato fantastico, quando è arrivata la possibilità di registrare Shostakovich, ho sentito che sarebbe stato perfetto."
In un'intervista sul Gramophone, a Julia Fischer è stato chiesto se la sua collaborazione con Kreizberg fosse stata benefica:"
Anche per quanto riguarda il rapporto del conduttore di orchestra, Kreizberg ha detto: "È come un... rapporto: è dare e prendere, è essere di mentalità aperta ed essere flessibile, perché niente nella vita è sempre totalmente nel modo in cui si immagina che sia."
Florian Zwiauer (violino della Netherlands Philharmonic Orchestra) ha riassunto Kreizberg: "Lui è il direttore di un musicista."

## Discografia selezionata
- Khachaturian / Prokofiev / Glazunov - Russian Violin Concertos. Julia Fischer, Yakov Kreizberg, Orchestra nazionale russa. Pentatone PTC 5186591 (2016 ristampa).
- Tchaikovsky - Violin Concerto in D / Sérénade mélancolique / Valse-Scherzo / Souvenir d'un lieu cher. Pentatone PTC 5186610 (2016 ristampa).
- In Memoriam Yakov Kreizberg. Works by Antonín Dvořák, Claude Debussy, Richard Wagner, Franz Schmidt, Johann Strauss Jr. Julia Fischer, Yakov Kreizberg, Netherlands Philharmonic Orchestra, Orchestra Sinfonica di Vienna, Orchestra nazionale russa. Pentatone PTC 5186461 (2012).
- Antonín Dvořák- Sinfonia n. 6 & The Water Goblin. Yakov Kreizberg, Netherlands Philharmonic Orchestra. Pentatone PTC 5186302 (2009).
- Antonín Dvorák - Sinfonia n. 7 & "The Golden Spinning Wheel". Yakov Kreizberg, Netherlands Philharmonic Orchestra. Pentatone PTC 5186082 (2009).
- Johannes Brahms - Concerto per Violino & Doppio Concerto per Violino e Violoncello. Julia Fischer, Daniel Müller-Schott, Yakov Kreizberg, Netherlands Philharmonic Orchestra. Pentatone PTC 5186066 (2007).
- Antonín Dvorák - Sinfonia n. 8 & Holoubek, Op.110 & Polednice, Op. 108. Yakov Kreizberg, Netherlands Philharmonic Orchestra. Pentatone PTC 5186065 (2007).
- Dmitri Shostakovich - Sinfonie n. 5&9 Op.47&Op.70. Yakov Kreizberg, Orchestra nazionale russa. Pentatone PTC 5186096 (2007).
- Johann Strauss – Waltzes. Pentatone PTC 5186052. (2006).
- Peter Ilyich Tchaikovsky - Violin concerto - Sérénade mélancolique - Valse - Souvenir d'un lieu cher. Julia Fischer, Yakov Kreizberg, Russian National Orchestra. Pentatone PTC 5186095 (2006).
- Tour de France musicale. Yakov Kreizberg, Works by Maurice Ravel, Gabriel Fauré, Claude Debussy. Netherlands Philharmonic Orchestra. Pentatone PTC 5186058 (2005).
- Richard Wagner - Preludes & Overtures. Yakov Kreizberg, Netherlands Philharmonic Orchestra. Pentatone PTC 5186041 (2004).
- Anton Bruckner - Sinfonia n. 7. Yakov Kreizberg, Orchestra Sinfonica di Vienna. Pentatone PTC 5186051 (2005).
- Khachaturian / Prokofiev / Glazunov - Russian Violin Concertos. Julia Fischer, Yakov Kreizberg, Orchestra nazionale russa. Pentatone PTC 5186059 (2004).
- Antonín Dvořák - 'New World' Symphony & Tchaikovsky - "Romeo and Juliet" Overture. Yakov KrejcberKreizberg, Netherlands Philharmonic Orchestra. Pentatone PTC 5186019 (2003).
- Franz Schmidt - Sinfonia n.4 & Orchestral music from "Notre Dame". Yakov Kreizberg, Netherlands Philharmonic Orchestra. Pentatone PTC 5186015 (2003).

## Decorazioni e premi
- Diapason d'Oro
- Echo Prize
- 1997 German Critics Prize
- 2007 Austrian Cross of Honour for Science and Art per servizi alla vita musicale dell'Austria[69]
- 2008 Cittadinanza Onoraria dell'Austria